# Вулька-Семенська
Вулька-Семенська (пол. Wólka Siemieńska) — село в Польщі, у гміні Семень Парчівського повіту Люблінського воєводства.
Населення — 204 особи (2011).
У 1975-1998 роках село належало до Білопідляського воєводства.

## Демографія
Демографічна структура станом на 31 березня 2011 року:
|          | Загалом | Допрацездатний вік | Працездатний вік | Постпрацездатний вік |
| -------- | ------- | ------------------ | ---------------- | -------------------- |
| Чоловіки | 103     | 20                 | 66               | 17                   |
| Жінки    | 101     | 20                 | 55               | 26                   |
| Разом    | 204     | 40                 | 121              | 43                   |